# Campeonato Mundial de Atletismo em Pista Coberta de 2024 - Arremesso de peso feminino
A prova do arremesso de peso feminino do Campeonato Mundial de Atletismo em Pista Coberta de 2024 ocorreu no dia 1 de março na Arena Commonwealth, em Glasgow, no Reino Unido.

## Recordes
Antes desta competição, os recordes mundiais e do campeonato nesta prova eram os seguintes:
|                       | Nome               | Nacionalidade   | Distância | Local              | Data                    |
| --------------------- | ------------------ | --------------- | --------- | ------------------ | ----------------------- |
| Recorde mundial       | Helena Fibingerová | Tchecoslováquia | 22m 50cm  | Jablonec nad Nisou | 19 de fevereiro de 1977 |
| Recorde do campeonato | Valerie Adams      | Nova Zelândia   | 20m 67cm  | Sopot              | 8 de março de 2014      |

## Medalhistas
| Ouro               | Prata                 | Bronze              |
| Sarah Mitton (CAN) | Yemisi Ogunleye (GER) | Chase Jackson (USA) |

## Cronograma
Todos os horários são locais (UTC+0).
| Data       | Hora  | Evento |
| ---------- | ----- | ------ |
| 1 de março | 11:07 | Final  |

## Resultado final
A final ocorreu dia 1 de março às 11:07.
| Posição           | Atleta                   | Nacionalidade  | #1    | #2    | #3    | #4    | #5    | #6    | Resultados | Notas                |
| ----------------- | ------------------------ | -------------- | ----- | ----- | ----- | ----- | ----- | ----- | ---------- | -------------------- |
| Medalha de ouro   | Sarah Mitton             | Canadá         | 19.40 | x     | 19.81 | 20.20 | 19.49 | 20.22 | 20.22      | Recorde da temporada |
| Medalha de prata  | Yemisi Ogunleye          | Alemanha       | 20.19 | x     | 19.71 | x     | x     | x     | 20.19      | Recorde pessoal      |
| Medalha de bronze | Chase Jackson            | Estados Unidos | 19.56 | 19.67 | 19.26 | x     | 19.60 | 19.29 | 19.67      |                      |
| 4                 | Madison-Lee Wesche       | Nova Zelândia  | x     | 15.71 | 19.32 | 19.33 | 19.62 | x     | 19.62      | Recorde pessoal      |
| 5                 | Jessica Schilder         | Países Baixos  | x     | x     | 19.37 | x     | x     | x     | 19.37      |                      |
| 6                 | Danniel Thomas-Dodd      | Jamaica        | 18.34 | 18.84 | 18.33 | x     | 19.12 | 18.85 | 19.12      | Recorde da temporada |
| 7                 | Maggie Ewen              | Estados Unidos | 18.90 | 18.96 | x     | x     | 18.69 | x     | 18.96      |                      |
| 8                 | Axelina Johansson        | Suécia         | 18.68 | 18.53 | 18.58 | 18.51 | x     | 18.53 | 18.68      | Recorde da temporada |
| 9                 | Fanny Roos               | Suécia         | 17.94 | 18.21 | x     |       |       |       | 18.21      |                      |
| 10                | Jessica Inchude          | Portugal       | 17.63 | x     | 18.04 |       |       |       | 18.04      |                      |
| 11                | Alina Kenzel             | Alemanha       | 17.74 | 17.80 | x     |       |       |       | 17.80      |                      |
| 12                | Eliana Bandeira          | Portugal       | 16.78 | x     | 17.35 |       |       |       | 17.35      |                      |
| 13                | Amelia Campbell          | Grã-Bretanha   | 15.51 | 17.21 | 16.77 |       |       |       | 17.21      |                      |
| 14                | Erna Sóley Gunnarsdóttir | Islândia       | 17.07 | 17.03 | 16.71 |       |       |       | 17.07      |                      |
| 15                | Dimitriana Bezede        | Moldávia       | 15.83 | 16.76 | 16.95 |       |       |       | 16.95      |                      |
| 16                | Jorinde van Klinken      | Países Baixos  | x     | 16.88 | 16.42 |       |       |       | 16.88      |                      |
| 17                | Ivana Gallardo           | Chile          | 15.90 | 16.36 | 16.14 |       |       |       | 16.36      |                      |

Legenda
| Recorde mundial       | Recorde mundial (World record)               |                       | Recorde africano                      | Recorde africano (African) |                                           | Q | Classificado por posição (Qualified) |
| Recorde do campeonato | Recorde do campeonato (Championship record)  | Recorde da América    | Recorde da América (Americas)         | q                          | Classificado por melhor tempo (Qualified) |   |                                      |
| Melhor marca do ano   | Melhor marca do ano (World leading)          | Recorde asiático      | Recorde asiático (Asian)              | DNS                        | Não largou (Did not start)                |   |                                      |
| Recorde nacional      | Recorde nacional (National record)           | Recorde europeu       | Recorde europeu (European)            | DNF                        | Não terminou (Did not finish)             |   |                                      |
| Recorde pessoal       | Recorde pessoal do atleta (Personal best)    | Recorde da Oceania    | Recorde da Oceania (Oceania)          | DSQ / DQ                   | Desclassificado (Disqualified)            |   |                                      |
| Recorde da temporada  | Recorde da temporada do atleta (Season best) | Recorde sul-americano | Recorde sul-americano (South America) | NM                         | Sem marca (No mark)                       |   |                                      |